# 黄色いロールス・ロイス
『黄色いロールス・ロイス』（きいろいロールス・ロイス、原題: The Yellow Rolls-Royce）は、1964年のイギリスのオムニバス映画。
テレンス・ラティガン脚本、アナトール・デ・グランワルド製作、アンソニー・アスクィス監督で、この3人は前年に公開された『予期せぬ出来事』でも組んでいる。出演は、イングリッド・バーグマン、シャーリー・マクレーン、ジャンヌ・モロー、アラン・ドロンなど。
第二次大戦前のヨーロッパを舞台に、1台のロールス・ロイスが3組の異なる持ち主の手に次々と渡りながら、それぞれの持ち主のドラマが描かれる。
リズ・オルトラーニによるオリジナル曲『Forget Domani』は、第23回ゴールデン・グローブ賞で最優秀オリジナル曲賞を受賞した。

## ストーリー

### 第1話
ロンドンの街を走るトレーラーの荷台には、『RR』のイニシャルが入ったグレーのカバーの下に1台の新車が載っている。このロールス・ロイスは、フリントンのチャールズ侯爵（レックス・ハリソン）がフランス人の妻エロイーズ（ジャンヌ・モロー）との結婚10周年を記念した妻へのプレゼントに購入する。フリントン卿は外務省の国務次官を務めている。侯爵は馬主としてその年のゴールドカップで優勝を狙っており、それが気になって仕方がない。結婚記念日にちなんで『6月10日』と名付けられた馬は1番人気で、アスコット競馬場でのゴールドカップで見事優勝を果たす。しかしそのレースの最中、駐車場の彼のロールスロイスの後部座席で妻が彼の部下のジョン・フェーン（エドマンド・パードム）と密会しているのを発見してしまう。フリントンは世間体を保つために妻とは離婚しないが、ロールス・ロイスは返品するように運転手に命じる。

### 第2話
その後20,023マイル（約32,000km）走行した黄色いロールス・ロイスはイタリアに渡り、「サンレーモのカジノで金を失ったマハラジャ」の手からジェノバのカーディーラーに買い取られていた。その店にアメリカのギャング、パオロ・マルティーズ（ジョージ・C・スコット）が婚約者のメイ・ジェンキンス（シャーリー・マクレーン）と右腕のジョーイ・フリードランダー（アート・カーニー）を伴って観光旅行の途中に立ち寄る。メイがこの車を気に入り、パオロがその場で購入する。3人はピサで観光客相手のカメラマン、ステファーノ（アラン・ドロン）と出会う。マルティーズが仕事で3週間ほど米国に帰ることになり、彼はメイのことをフリードランダーに預けるが、彼女はステファーノのことが気になり、フリードランダーを伴って彼の故郷の町を訪ね、彼と再会して楽しんでいるうちに彼と恋してしまう。フリードランダーは二人の仲はパオロが許さず、自分も含めて3人とも命は無いだろうと言って二人を別れさせる。

### 第3話
ユーゴスラビア国境に近いイタリアの町、トリエステ。第二次大戦直前の1941年、黄色いロールス・ロイスはすっかり使い込まれた姿で整備工場に置かれていた。この車を購入したのは、ヨーロッパを旅行中のアメリカの富豪の未亡人、ゲルダ・ミレット（イングリッド・バーグマン）である。彼女はこの車でユーゴスラビアを訪れ、国王に拝謁しようと計画するが、ホテルでその話を盗み聞きしたダビッチ（オマル・シャリーフ）が言葉巧みにその車に同乗する。彼は国境でトランクに隠れたためミレット夫人に理由を問い詰められ、ユーゴスラビアのためにドイツと戦いに戻るのであると明かす。彼の故郷の近くの町でドイツ軍の空襲に遭った二人は、彼の村に行って多くの人を助け、そうしているうちにお互いに恋するようになるが、彼は彼女にアメリカ領事館に行って祖国に帰り、そこでこの惨状を人々に伝えてほしいと頼み、彼女はロールス・ロイスとともに米国に帰っていく。

## キャスト
（日本語吹替声優名はテレビ放送版。）

### 第1話
チャールズ
演 - レックス・ハリソン、声 - 中村正
フリントン侯爵
エロイーズ
演 - ジャンヌ・モロー、声 - 藤波京子
フリントン侯爵夫人
ジョン・フェーン
演 - エドマンド・パードム
チャールズの部下、エロイーズの不倫相手

### 第2話
メイ・ジェンキンス
演 - シャーリー・マクレーン、声 - 小原乃梨子
マルティーズの婚約者
パオロ・マルティーズ
演 - ジョージ・C・スコット、声 - 大平透
アメリカのギャング、アル・カポネの子分
ステファーノ
演 - アラン・ドロン、声 - 堀勝之祐
観光客相手のカメラマン
ジョーイ・フリードランダー
演 - アート・カーニー、声 - 大塚周夫
パオロの右腕

### 第3話
ゲルダ・ミレット
演 - イングリッド・バーグマン、声 - 水城蘭子
米国の富豪の未亡人
ダビッチ
演 - オマル・シャリーフ、声 - 森川公也
ユーゴスラビアのパルチザン
ホーテンス・アスター
演 - ジョイス・グレンフェル
ミレット夫人の付き人

## 製作
1964年4月初め、メトロ・ゴールドウィン・メイヤーの社長ロバート・H・オブライエンは、ロールス・ロイスのプロジェクトが4月6日から始まることを発表し、同時に、テレンス・ラティガンによるオリジナル脚本の製作をアナトール・ド・グリュンワルドが担当すること、イングリッド・バーグマン、レックス・ハリソン、シャーリー・マクレーン、アラン・ドロン、ジャンヌ・モロー、ジョージ・C・スコット、オマー・シャリフが主要な役柄を演じること、撮影がロンドンMGMのブリティッシュ・スタジオとイギリス、イタリアでのロケで行われることも明らかになった。
撮影に使われた車は、1931年製ロールス・ロイス・ファントムIIである。

## 封切り

### 国内でのテレビ放映
テレビ朝日版：初回放送日　1972年12月31日（日）『日曜洋画劇場』※DVD収録
年末特番として放映し拡大枠でカットは1、2分に止めるなど工夫が凝らされたものの裏番組の『第23回NHK紅白歌合戦』に対抗できず番組史上最低視聴率2.3%を記録してしまった。

## 作品の評価

### 映画批評家によるレビュー
サンデー・テレグラフ紙は、「これほど豪華な車はないだろう。スターをちりばめ、金メッキを施し、衝撃に強く、おそらく批評家にも強い。」と評した。タイム誌は、本作を「道端のセックスを描いた優雅で古風な映画」と評した。ニューヨーク・タイムズ紙は、「かなり巧妙な作りで、見栄えもよく、時折面白くもあるが、すべての努力と関係する著名な人物にふさわしいとは思えない」と評した。

### 興行収入
この映画の全米興行収入は540万ドルで、1965年の興行収入上位10作品の中に入っている。この年は、『メリー・ポピンズ』が2,850万ドルでトップだった。

### 受賞歴
| 年   | 賞                         | カテゴリ       | 対象                                                         | 結果       |
| ---- | -------------------------- | -------------- | ------------------------------------------------------------ | ---------- |
| 1966 | 第23回ゴールデングローブ賞 | 作曲賞         | リズ・オルトラーニ                                           | ノミネート |
| 1966 | 第23回ゴールデングローブ賞 | 主題歌賞       | Forget Domani （リズ・オルトラーニ、ノーマン・ニューウェル） | 受賞       |
| 1965 | 第18回英国アカデミー賞     | 撮影賞         | ジャック・ヒルデヤード                                       | ノミネート |
| 1965 | 第18回英国アカデミー賞     | 衣装デザイン賞 | アンソニー・メンドルソン                                     | ノミネート |